# Pycnostachys kassneri
Pycnostachys kassneri là một loài thực vật có hoa trong họ Hoa môi. Loài này được De Wild. miêu tả khoa học đầu tiên năm 1921.